# Cancioneiro Geral

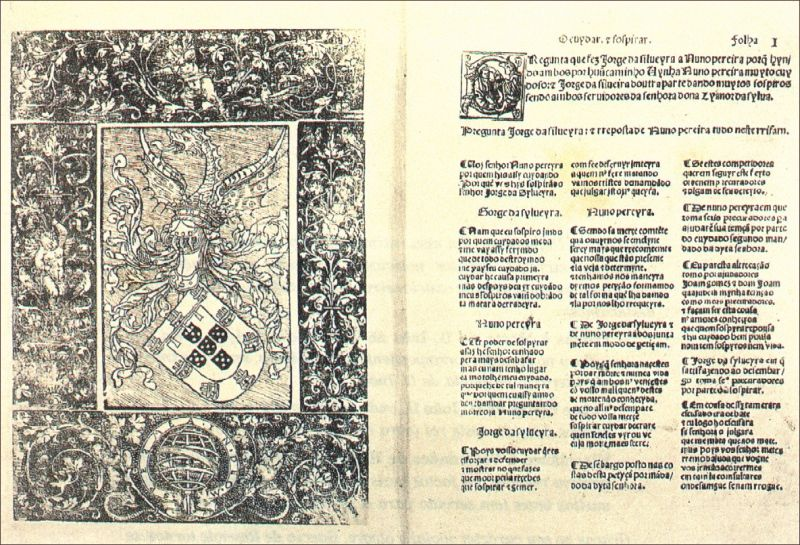
Primeira edição do Cancioneiro Geral (1516)

O Cancioneiro Geral, publicado juntamente em 1516, é uma compilação de poemas de poesia palaciana reunida pelo escritor eborense Garcia de Resende que inclui obras dos séculos XV e XVI. Os poemas, escritos em sua maioria em português mas também em castelhano, versam sobre os mais variados temas. Foi a primeira colectânea de poesia impressa em Portugal e o principal repositório de poesia portuguesa da época.
O Cancioneiro segue os modelos de compilações de poemas castelhanos realizados anteriormente, como o Cancioneiro de Baena de 1445 e o Cancioneiro Geral de Hernando del Castillo, publicado em 1511. Garcia de Resende (c.1470–1536), que era poeta, cronista e cortesão na corte de D. Manuel I, reuniu um conjunto de quase mil poemas de 286 autores, dos quais uns 150 são escritos em castelhano e o resto em português. O período de produção dos poemas abrange desde a metade do século XV até o início do século XVI. Ao contrário do cancioneiro castelhano de 1511, os poemas da obra portuguesa não estão arrumados por temas.
A obra de Resende foi publicada pela primeira vez em 1516, na oficina de Hermão de Campos, e está dedicada ao príncipe João, futuro João III de Portugal. Os temas revelam uma poesia de carácter palaciano, sobre o dia-a-dia na corte, além de outras de temática religiosa, amorosa, elegíaca, além de algumas tentativas de poesia épica. Ao contrário da época trovadoresca, quando a poesia era pensada para ser cantada e bailada, os poemas do Cancioneiro são autônomos, e o ritmo é conseguido pela sonoridade das palavras e pela organização em versos e estrofes.
Entre os muitos autores incluem-se João Roiz de Castel-Branco, Sá de Miranda, Bernardim Ribeiro e o próprio Garcia de Resende.